# BK Sokolov
BK Sokolov (celým názvem: Basketbalový klub Sokolov) je český basketbalový klub, který sídlí v Sokolově v Karlovarském kraji. Od sezóny 2018/19 působí v české čtvrté nejvyšší basketbalové soutěži, známé jako Západočeská liga mužů. Klubové barvy jsou černá a bílá.
Historie sokolovského basketbalu se začala psát v 50. letech 20. století a to díky Tělovýchovné jednotě Baník Sokolov, která sdružovala jak ženské tak i mužské oddíly. Zmiňované oddíly působily ovšem pouze na krajské úrovni. Úspěšné byly v té době pouze mládežnické oddíly, které působily v nejvyšších juniorských soutěžích v Československu. Současný sokolovský klub vznikl v roce 1991 po vystoupení mužského oddílu z TJ Baníku. Jeho největším úspěchem byla jednoroční účast v nejvyšší mužské basketbalové soutěži ročníku 1995/96.
Své domácí zápasy odehrává ve sportovní hale ISŠTE Sokolov s kapacitou 600 diváků.

## Umístění v jednotlivých sezonách
Zdroj:
Legenda: ZČ - základní část, červené podbarvení - sestup, zelené podbarvení - postup, fialové podbarvení - reorganizace, změna skupiny či soutěže
| Česko (1995 – ) |                 |           |                  |           |                             |
| Sezóna          | Název v ročníku | Úroveň    | Soutěž           | ZČ        | Play-off                    |
| 1995/96         | BK Sokolov      | 1. úroveň | 1. liga          | 12. místo | Play-out (4. místo); sestup |
| ...             |                 |           |                  |           |                             |
| 2003/04         | BK Sokolov      | 2. úroveň | 2. liga          | 14. místo | Play-out (6. místo); sestup |
| 2004/05         | BK Sokolov      | 3. úroveň | 3. liga – sk. A  | 10. místo |                             |
| 2005/06         | BK Sokolov      | 3. úroveň | 3. liga – sk. A  | 9. místo  |                             |
| 2006/07         | BK Sokolov      | 3. úroveň | 3. liga – sk. A  | 8. místo  |                             |
| 2007/08         | BK Sokolov      | 3. úroveň | 2. liga – sk. A  | 8. místo  |                             |
| 2008/09         | BK Sokolov      | 3. úroveň | 2. liga – sk. A  | 9. místo  |                             |
| 2009/10         | BK Sokolov      | 3. úroveň | 2. liga – sk. A  | 12. místo |                             |
| 2010/11         | BK Sokolov      | 3. úroveň | 2. liga – sk. A  | 9. místo  |                             |
| 2011/12         | BK Sokolov      | 3. úroveň | 2. liga – sk. A  | 12. místo | Sestup                      |
| ...             |                 |           |                  |           |                             |
| 2014/15         | BK Sokolov      | 4. úroveň | Krajský přebor   | 2. místo  |                             |
| 2015/16         | BK Sokolov      | 4. úroveň | Krajský přebor   | 4. místo  |                             |
| 2016/17         | BK Sokolov      | 4. úroveň | Krajský přebor   | 2. místo  |                             |
| 2017/18         | BK Sokolov      | 4. úroveň | Krajský přebor   | 1. místo  |                             |
| 2018/19         | BK Sokolov      | 4. úroveň | Západočeská liga |           |                             |